# Montpinhièr
Montpinhièr (en francès Montpinier) és un municipi francès situat al departament del Tarn i a la regió d'Occitània.

## Demografia
| 1962                                       | 1968 | 1975 | 1982 | 1990 | 1999 | 2007 |
| ------------------------------------------ | ---- | ---- | ---- | ---- | ---- | ---- |
| 111                                        | 127  | 111  | 140  | 155  | 168  | 166  |
| Des de 1962: població sense dobles comptes |      |      |      |      |      |      |

## Administració
| Període   | Identitat      | Partit |
| --------- | -------------- | ------ |
| 1983-2008 | Jean Cazettes  |        |
| 2008      | Georges Boutié |        |